# Kolka
Kolka – napad ostrych bólów spowodowany przerzynaniem się kamienia przez wąski przewód lub mocnym skurczem mięśniówki jelit w zatruciach lub ostrych zakażeniach pokarmowych.
Rodzaje kolek:
- kolka wątrobowa
- kolka nerkowa
- kolka dziecięca
- kolka moczowodowa
- kolka jelitowa

Przeczytaj ostrzeżenie dotyczące informacji medycznych i pokrewnych zamieszczonych w Wikipedii.